# سينتراليا (بنسلفانيا)

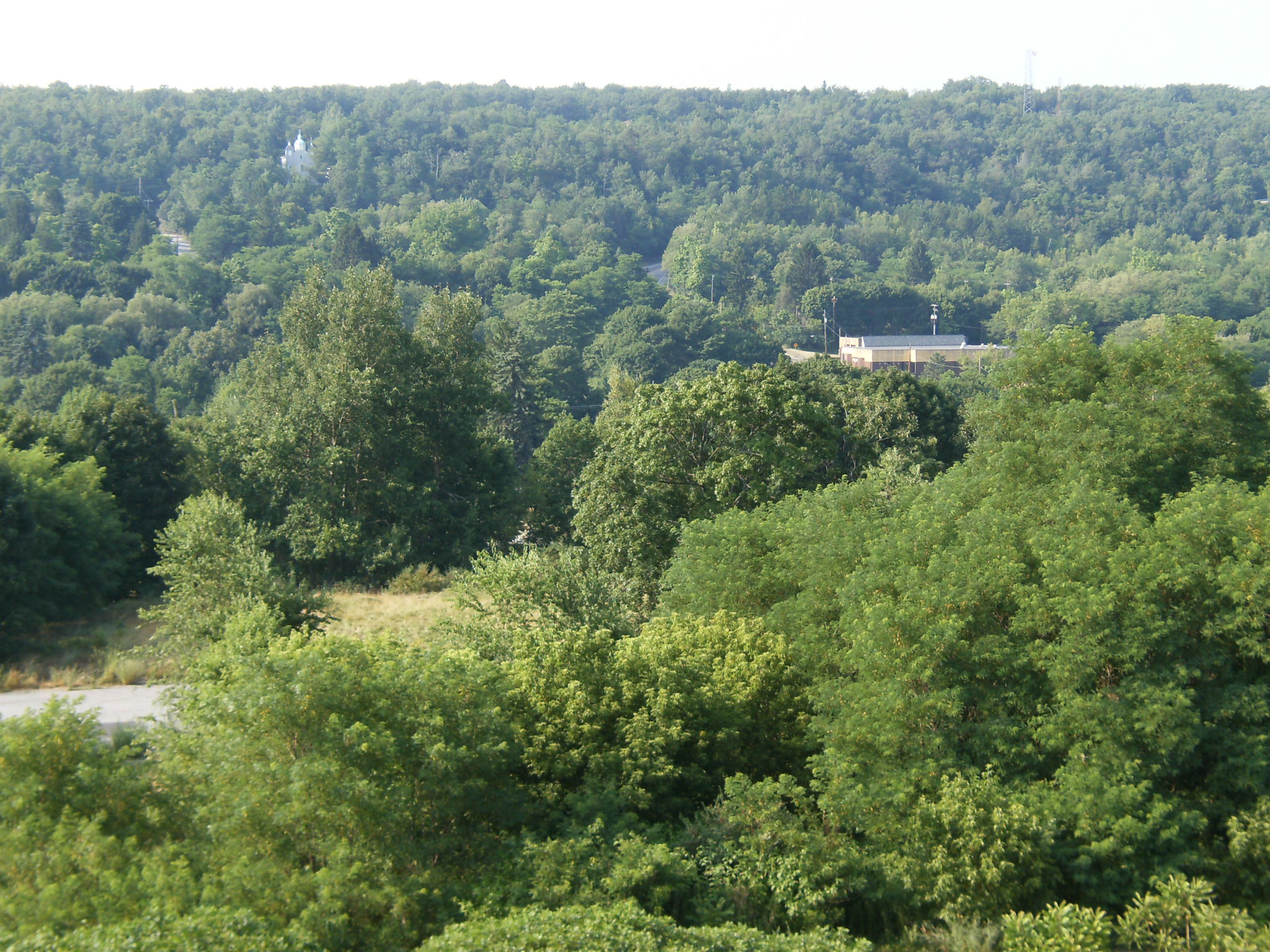
سينتراليا كما تُرى من الشارع الجنوبي.

سينتراليا هي مدينة في مقاطعة كولومبيا في ولاية بنسلفانيا، بالولايات المتحدة تلقب بمدينة الأشباح إذ تم التخلي عنها فعليًا في أعقاب حريق عرضي وقع في منجم فحم تحت أرض المدينة منذ عام 1962 إلى الآن حيث لازالت النيران مشتعلة.
عندما صدر أمر بالإجلاء، كان عدد سكان المدينة 1000 نسمة عام 1981، ليتقلص إلى 12 شخصا عام 2005 ثم 9 أشخاص عام 2007، مما جعل المدينة أقل مدينة سكنية في ولاية بنسلفانيا. في عام 1992 تمت مصادرة جميع ممتلكات المدينة. في أكتوبر 2013 تم التوصل إلى اتفاق بين سلطات الولاية وآخر المقيمين للسماح لهم بمواصلة العيش في سينتراليا مع ضمان مصادرة ممتلكاتهم.
في عام 2002 تم حذف الرمز البريدي للمدينة 17927.

## أعلام
- دايفيد باتريك
- روسكو تشارلز ويلسون
- جون شابمان